# Silene subcretacea
Silene subcretacea är en nejlikväxtart som beskrevs av F. N. Williams, J. Linn. Soc., Bot. 38 och 404. 1909. Silene subcretacea ingår i släktet glimmar, och familjen nejlikväxter. Inga underarter finns listade i Catalogue of Life.